# Calcio (colpo)

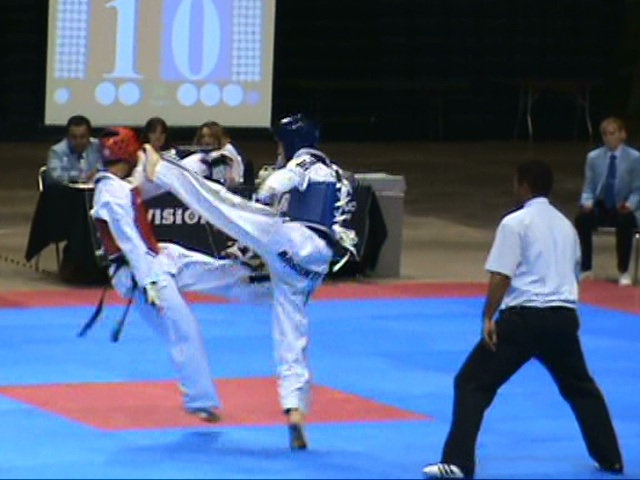
Calcio al volto sferrato durante un incontro di Taekwondo

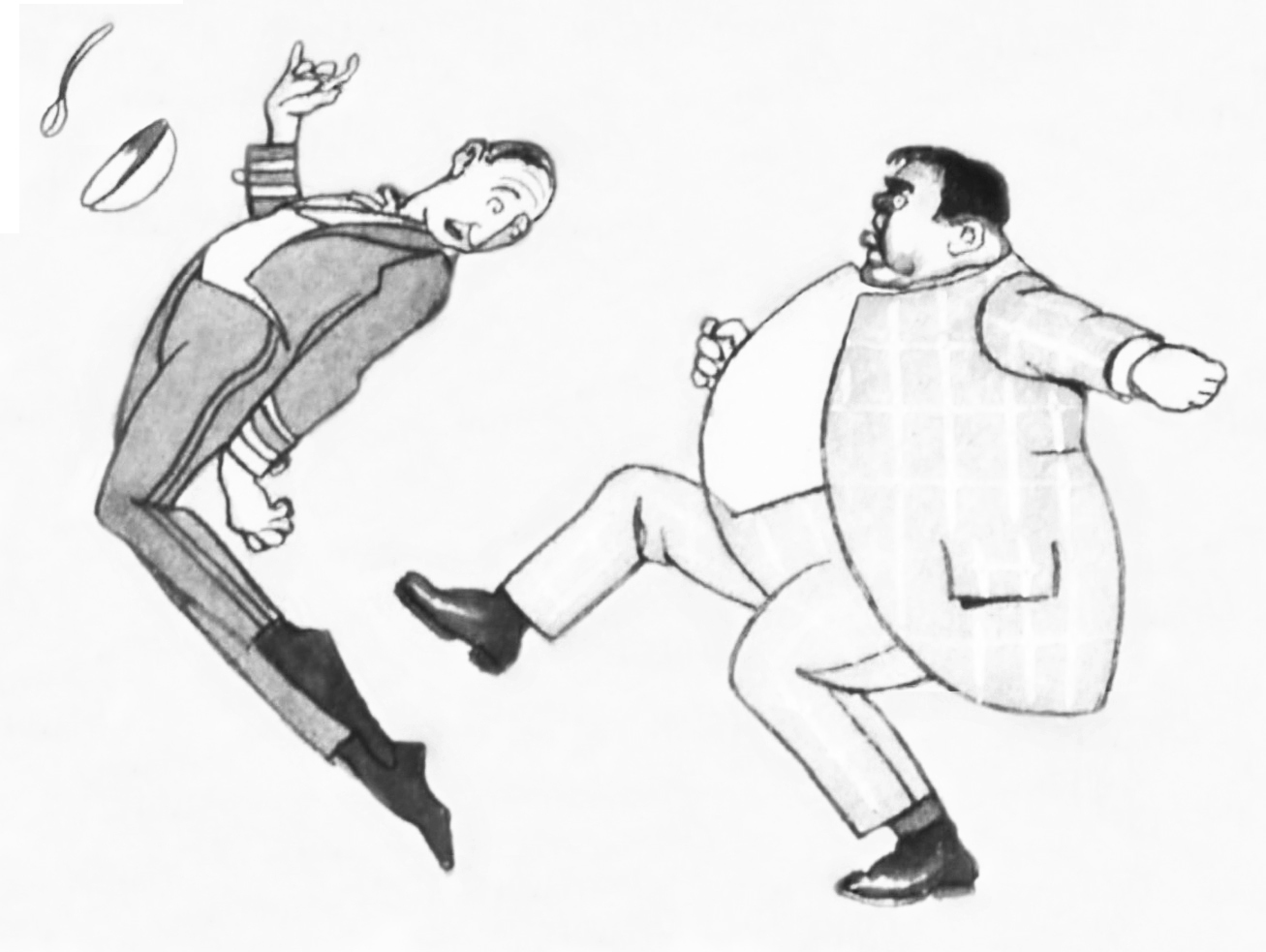
Rappresentazione satirica di un calcio, sferrato da un cliente insoddisfatto al commesso di un ristorante (vignetta, 1914)

Un calcio è un colpo dato con una parte degli arti inferiori (piede, tibia, ginocchio, caviglia o genericamente la gamba).
È un termine di uso comune adottato poi nell'ambito sportivo, in particolare nel combattimento corpo a corpo, nelle arti marziali e negli sport da combattimento.

## Descrizione
Nelle arti marziali si parla di "calcio" quando si colpisce con il piede o la tibia, mentre i colpi di ginocchio sono denominati diversamente (normalmente "ginocchiate"). Il calcio è usato nel combattimento soprattutto per attaccare, ma può essere usato anche come arma difensiva nei confronti di altri calci (come lo "stop kick" nel Wing Chun o nel Jeet Kune Do). Sferrare un calcio richiede maggior tempo rispetto al pugno, sebbene sia molto più dirompente e potente dei colpi con le mani, vista la muscolatura coinvolta, il peso dell'arto e il tipo di movimento.
I calci sono una parte fondamentale in molte arti marziali. Alcuni esempi sono: il wushu, il karate, la kickboxing, la savate, il kudo, il tangsudo o il taekwondo; altre arti, invece, non usano alcun tipo di calcio, come nel caso dello jūdō o del pugilato.
Altre arti marziali possono usare alcuni tipi di calci, sebbene limitati agli attacchi alle gambe e alle parti più basse (calcio basso, low kick) del corpo dell'avversario.
Esiste un gran numero di calci; molti hanno dei nomi specifici e spesso lo stesso movimento ha nomi diversi nelle diverse arti marziali. Questo è evidente soprattutto quando i paragoni sono fatti tra le arti marziali occidentali e le arti marziali orientali.
Comunque, prescindendo dai nomi specifici dati ai vari colpi secondo l'arte marziale o secondo la lingua del paese d'origine dell'arte stessa, i calci si possono classificare in diversi modi:
- Secondo la direzione del calcio rispetto al proprio corpo: calci frontali, calci laterali, calci posteriori (tutti eseguibili a diverse altezze: calci bassi, medi ed alti, con traiettorie ascendenti, discendenti o dirette e parallele al suolo).
- Secondo il tipo di movimento: calci lineari, calci circolari, calci con rotazione e calci volanti.
- Secondo la modalità di esecuzione: calci frustati, calci spinti, calci con o senza "caricamento", a gamba flessa, semiflessa o dritta (estesa).

A questo si aggiunge che i calci possono essere eseguiti applicando diverse varianti, quali parti diverse che arrivano a contatto del bersaglio (palla del piede, dita, tallone inferiore o tallone posteriore, taglio o pianta del piede, collo del piede o tibia...) o particolari modalità del movimento di esecuzione (movimenti con intra-rotazione o extra-rotazione della gamba, con movimenti di allontanamento o di avvicinamento della gamba al proprio corpo, per calci circolari anche movimenti "dritti" o "rovesci", in senso orario od antiorario, "aprendo" o "chiudendo"...).
Dalla combinazione dei vari elementi si ottiene la grande varietà di calci esistenti nelle arti marziali

## Tipi di calcio

### Calcio circolare/Roundhouse Kick
Il calcio circolare è quello reso più famoso dai film di arti marziali. Viene eseguito muovendo la gamba con una traiettoria semicircolare o circolare e colpendo con la caviglia. Può anche essere eseguito al contrario, col tallone che colpisce. Di solito si mira al volto o al torso piuttosto che alle gambe. Il calcio circolare sviluppa una potenza notevole e se ben portato al volto può mettere K.O l'avversario in un colpo solo, ma se questi è abbastanza abile potrebbe colpire l'altra gamba, inoltre rimane il rischio di scivolare.
Una variante di questa tecnica è il calcio frustato, più rapido e con una traiettoria meno marcata, dotato di minor potenza ma comunque utile se usato al momento giusto.

### Calcio frontale/Front Kick
Il calcio frontale viene eseguito abbassando le spalle, portando un ginocchio verso l'alto e distendendo il piede; è più difficile colpire il volto e di solito l'utilizzatore mira allo stomaco, al petto o in casi estremi ai genitali. La funzione di questo calcio non è quella di danneggiare quanto quella di spingere via l'avversario.

### Calcio laterale/Side Kick
Il calcio laterale viene eseguito alzando una gamba lateralmente cercando di colpire il mento come in un montante col piede. È molto difficile da eseguire. Presenta le stesse problematiche del calcio circolare.

### Calcio basso/Low Kick
Con "calci bassi" si intende una categoria di colpi portati alle gambe. Si possono distinguere tre tipi:
- il calcio circolare basso è quel che il nome suggerisce, ovvero un colpo semicircolare portato all'esterno della gamba;
- il calcio interno è simile al calcio circolare basso ma viene portato all'interno della gamba con l'intento di sbilanciare l'avversario;
- il calcio basso frontale o a spinta viene eseguito ruotando il ginocchio verso l'esterno e colpendo con la pianta del piede il ginocchio dell'avversario. Può servire sia per danneggiare sia per fermare l'avanzata dell'avversario, a scopo difensivo.

I calci bassi offrono maggiore stabilità rispetto a quelli alti e sono di più facile esecuzione.

### Calcio posteriore/Back Kick
Il calcio posteriore viene eseguito "all'indietro", con la schiena che guarda l'avversario, alzando un ginocchio e distendendo la gamba.
Questo calcio è diretto all'indietro, mantenendo la gamba che calcia vicino alla gamba in piedi e utilizzando il tallone come superficie di battuta. Nel wushu, questo calcio è chiamato calcio "a mezzaluna" ma prevede il leggero inarcamento della schiena e un sollevamento maggiore della gamba per dare una curvatura maggiore. Viene spesso utilizzato per colpire di sorpresa gli avversari quando si guardano lontano da loro.

### Axe Kick
In giapponese, kakato-geri o kakato-otoshi ; in coreano, doki bal chagi o naeryeo chagi o chikka chagi . In cinese, pigua tui o xiapi tui.
Un calcio d'ascia, noto anche come calcio a martello o calcio allungato , è caratterizzato da una gamba raddrizzata con il tallone che scende su un avversario come la lama di un'ascia . Si inizia con un piede che si solleva verso l'alto come in un calcio a mezzaluna, quindi il movimento ad arco verso l'alto viene interrotto e quindi il piede dell'attaccante viene abbassato per colpire il bersaglio dall'alto. L'arco può essere eseguito sia verso l'interno (in senso antiorario) che verso l'esterno (in senso orario).

### Butterfly Kick
Un calcio a farfalla viene eseguito eseguendo un ampio movimento circolare con entrambi i piedi in successione, facendo volare il combattente. Esistono molte varianti di questo calcio. Il calcio può sembrare una ruota aerea inclinata e, allo stesso tempo, il corpo gira orizzontalmente in un cerchio. Inizia come un salto con una gamba mentre si calcia con l'altra, quindi sposta la gamba che calcia verso il basso e la gamba che salta verso l'alto in un calcio, atterrando con la prima gamba che calcia, il tutto mentre gira. Questo calcio comporta l'inarcamento della schiena quando si è in volo per dare un corpo orizzontale con le gambe ad alto angolo che colpiscono orizzontalmente. Può anche assomigliare a un calcio circolare con rotazione in salto (sviluppato da James "Two Screens" Perkins) in un calcio a gancio rotante, tutto in un salto e una rotazione, anche se la differenza è che entrambe le gambe rimangono in aria contemporaneamente per un tempo considerevole. 
Praticato per la prima volta nelle arti marziali cinesi, il calcio a farfalla, o " xuan zi ", è ampiamente considerato inefficace nel combattimento reale. Tuttavia, il suo scopo originale era quello di eludere la spazzata del pavimento di un avversario e lanciarsi sul lato esposto dell'antagonista oppure può essere usato come doppio calcio aereo contro un avversario che si trova di lato. Ora è ampiamente utilizzato nelle forme dimostrative di wushu (taolu) come simbolo di difficoltà. 

### Calf Kick
Questo colpo è un calcio circolare basso che colpisce la parte posteriore del polpaccio con lo stinco. Sebbene un calcio al polpaccio sacrifichi la portata rispetto a un calcio circolare basso standard alla coscia, non può essere controllato con un ginocchio o afferrato con un braccio, rendendolo un calcio più sicuro per un attaccante nelle partite MMA rispetto ad avversari in grado di controllare calci bassi o lottatori in cerca di opportunità di takedown.

### Halfmoon Kick
Il calcio a mezzaluna, chiamato anche calcio "oscillante", ha alcune somiglianze con un calcio a gancio e talvolta viene praticato come un calcio a scatto frontale fuori bersaglio. T La gamba è piegata come nel calcio frontale, ma il ginocchio è puntato verso un bersaglio a sinistra o a destra del vero bersaglio. L'energia dello schiocco viene quindi reindirizzata, facendo oscillare la gamba in un arco e colpendo il bersaglio di lato. Ciò è utile per penetrare nelle difese e colpire il lato della testa o per abbattere le mani per poi eseguire un attacco ravvicinato. In molti stili di Tai Chi e Kalaripayattu, i calci a mezzaluna vengono insegnati come tecniche di sgambetto. Quando ci si allena per i calci a mezzaluna, è normale tenere il ginocchio esteso per aumentare la difficoltà. Ciò aumenta anche lo slancio del piede e può generare più forza, anche se occorre più tempo per aumentare la velocità.
La mezzaluna interna, interna o interna colpisce con il bordo interno del piede. Il suo arco è in senso orario per la gamba sinistra e in senso antiorario per la gamba destra con la forza generata dal movimento di entrambe le gambe verso la linea mediana del corpo. La variante verso l'interno è stata anche chiamata hangetsu geri (calcio a mezzaluna) nel karate e viene impiegata per "pulire" la mano dell'avversario dal polso. Può essere rapidamente seguito da un calcio basso con la lama laterale al ginocchio dell'autore del reato.
La mezzaluna verso l'esterno, esterna, colpisce con la "lama", il bordo esterno del piede. Il suo percorso è in senso antiorario per la gamba sinistra e in senso orario per la gamba destra e la forza è generata dall'abduzione dell'anca di entrambe le gambe. Questo è simile a un calcio laterale ascendente, solo con l'anca della gamba che calcia flessa in modo che la linea di forza viaggi parallela al terreno dalla parte anteriore a quella laterale anziché dritta verso l'alto, iniziando e terminando lateralmente.

### Hook Kick
Un calcio a gancio colpisce lateralmente con il tallone. Viene eseguito in modo simile a un calcio laterale. Tuttavia, il calcio è intenzionalmente mirato leggermente fuori bersaglio nella direzione delle dita del piede che calcia. Alla massima estensione, il ginocchio è piegato e il piede scatta di lato, colpendo il bersaglio con il tallone. Nel taekwondo viene spesso utilizzato per il risultato mancato di un breve calcio laterale scorrevole alla testa, ma in tali circostanze è considerata una tecnica di altissimo livello. I praticanti di Jeet Kune usano spesso il termine calcio con gancio al tallone o calcio spazzato.  Nella capoeira è conosciuto come " gancho " .
Esistono molte varianti del calcio a gancio, generalmente basate sul diverso lavoro del piede: gamba posteriore o anteriore, obliquo o mezzo perno, caduta, rotazione all'indietro e altro. Il calcio a gancio può essere sferrato con una gamba quasi tesa al momento dell'impatto, o con una finitura ad uncino (kake nel karate giapponese) in cui la gamba si piega prima dell'impatto per catturare il bersaglio da dietro. Una variazione importante è il calcio con gancio verso il basso, sferrato come calcio regolare o ruotato all'indietro, in cui l'estremità della traiettoria è diagonalmente verso il basso per un effetto sorpresa o per seguire un avversario che fugge. Un'altra variante importante è il calcio a frusta, che colpisce con la pianta del piede invece che con il tallone.

### Wheel Kick
Questo calcio è noto anche come "calcio con il tallone", "calcio rotante", "calcio circolare inverso", "calcio con gancio rotante", "calcio rotante" o "calcio con ruota". Un calcio circolare inverso basso è noto anche come "calcio spazzata" o "calcio rotante seduto", tuttavia, in alcuni circoli di arti marziali, quando mirato con un angolo verso il basso rispetto al lato anteriore del ginocchio, viene comunemente chiamato "calcio di squalo". calcio" a causa della sua tendenza a lacerare il legamento crociato anteriore. Un calcio circolare inverso utilizza tradizionalmente il punto sporgente sulla parte posteriore del tallone per colpire, la gamba che calcia proviene da dietro la schiena del calciatore mentre ruota e il ginocchio rimane relativamente dritto durante la fase successiva, a differenza della posizione della gamba in un aggancio inverso calciare, nonostante il movimento rotatorio e la parte del tallone siano più o meno la stessa. Esistono variazioni per altezze basse, medie e alte. 

### Flying Kick
Un calcio volante, nelle arti marziali, è una descrizione generale dei calci che comportano una partenza con rincorsa, un salto, quindi un calcio a mezz'aria.   Rispetto a un calcio normale, l'utente è in grado di ottenere uno slancio maggiore dalla corsa all'inizio. I calci volanti non devono essere confusi con i calci saltati, che sono manovre simili. Un calcio in salto è molto simile a un calcio volante, tranne per il fatto che manca la rincorsa e l'utente salta e calcia semplicemente da una posizione stazionaria.  I calci volanti derivano spesso dai calci base.   Alcuni dei calci volanti più comunemente conosciuti sono: il calcio laterale volante, il calcio volante all'indietro e il calcio volante circolare , nonché il calcio volante circolare inverso .

### Scissors Kick
Diversi calci possono essere chiamati calci a forbice, comportando l'oscillazione delle gambe per calciare più bersagli o l'uso delle gambe per abbattere un avversario.
La versione popolare del calcio a sforbiciata è che, mentre è sdraiato o salta, il calciatore porta entrambe le gambe su entrambi i lati delle gambe dell'avversario o sul suo corpo e testa, quindi le porta entrambe come un abbattimento (come dice il nome, gamba i movimenti sono come quelli di un paio di forbici).
Il calcio a sforbiciata nel Taekwondo si chiama kawi chagi . Nella capoeira si chiama tesoura (forbici).

### Spinning Heel Kick
Un calcio rotante con il tallone è il momento in cui l'artista gira il corpo di 360 gradi prima di atterrare con il tallone o la pianta del piede sul bersaglio. Si trova nella Muay Thai ed è conosciuta nella Capoeira come armada.

### Vertical Kick
Un calcio verticale prevede di portare il ginocchio in avanti e attraverso il petto, quindi oscillare l'anca mentre si estende la gamba che calcia verso l'esterno, colpendo con il bordo esterno ("a spada") del piede. Nel karate questo è chiamato yoko geri keage, nel Taekwondo è chiamato sewo chagi e può essere eseguito come un calcio verso l'interno (anuro) o verso l'esterno (bakuro).

### L Kick
Un calcio a L, chiamato anche aú batido , è un movimento nella breakdance , nella capoeira e in altre arti marziali e forme di danza. Viene eseguito lanciando il corpo in un movimento a ruota , ma invece di completare la ruota, il corpo si flette mentre è sostenuto da una mano a terra. Una gamba viene portata verso il basso e in avanti con un movimento di calcio mentre l'altra rimane in aria (dando origine al nome).

## Galleria d'immagini

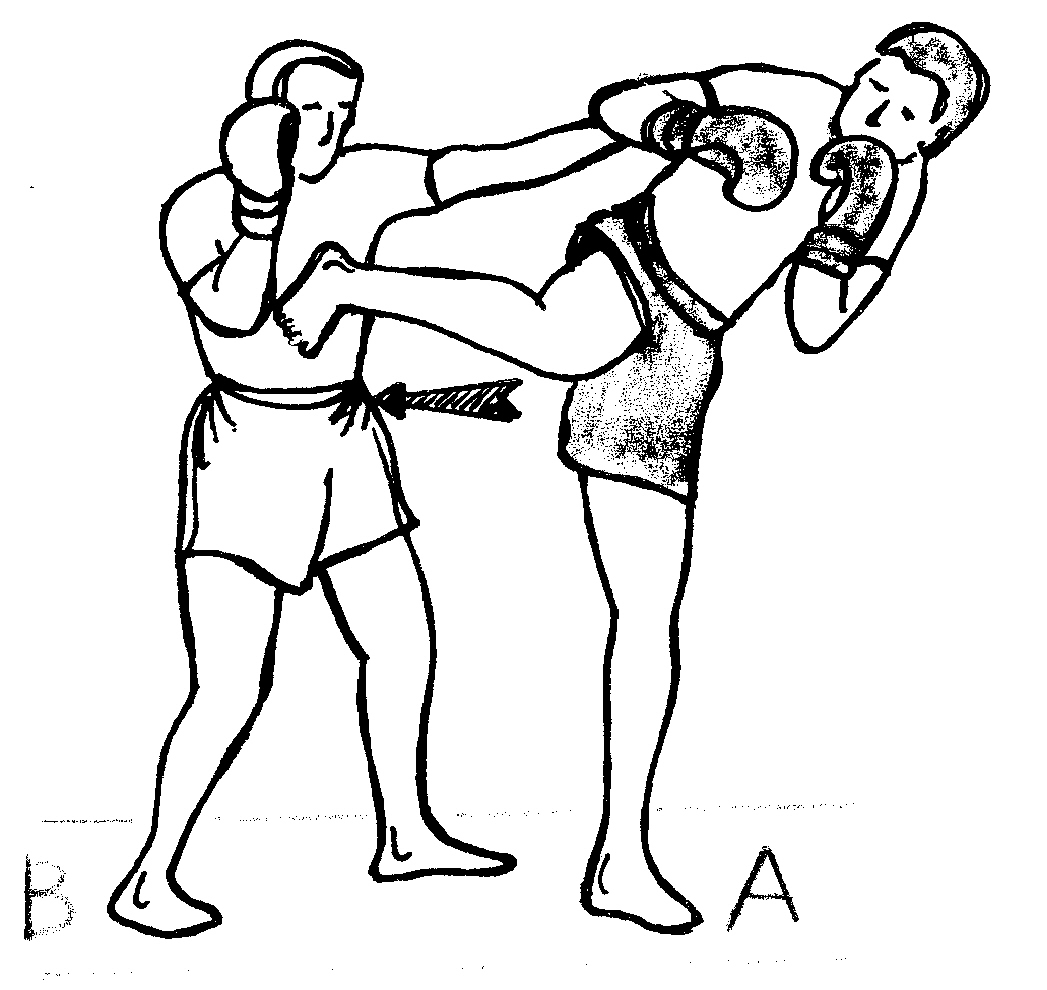
Un calcio posteriore
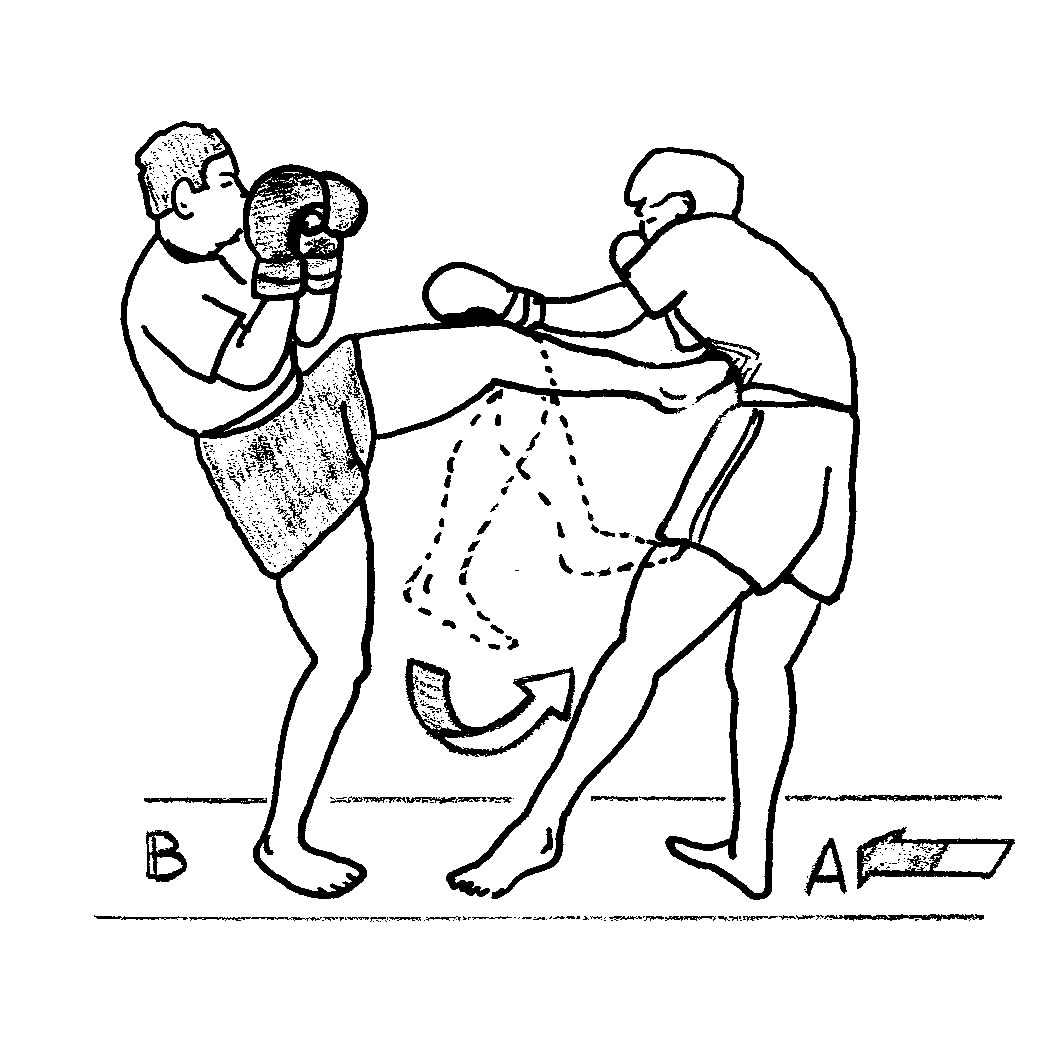
Un calcio "fouettee" della Savate francese
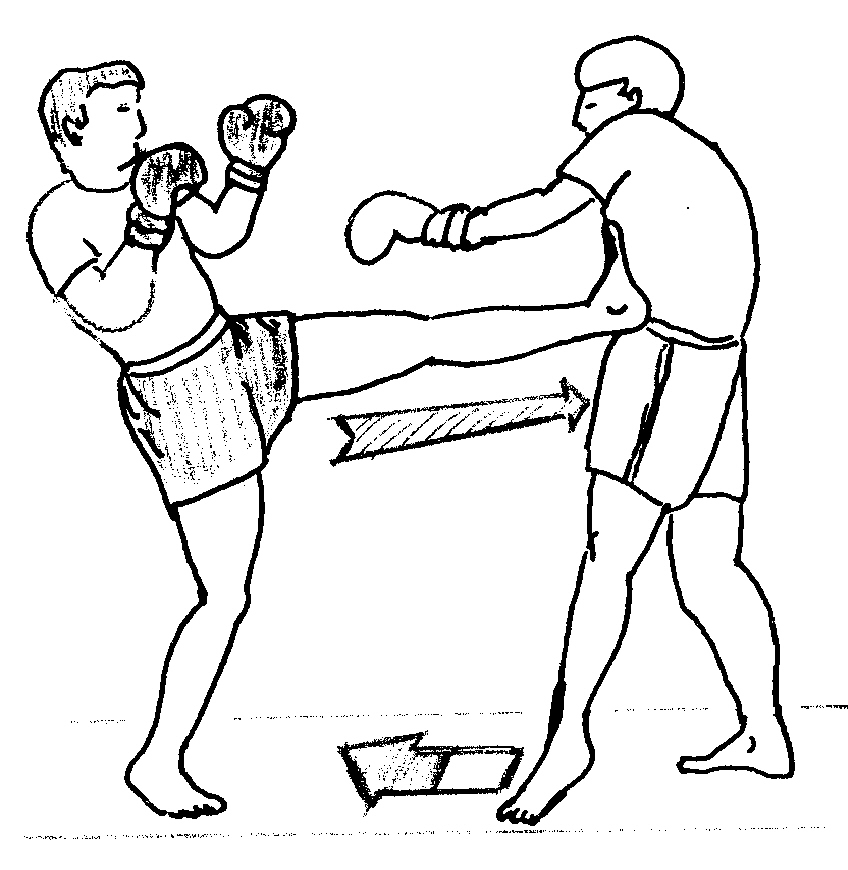
Un calcio frontale
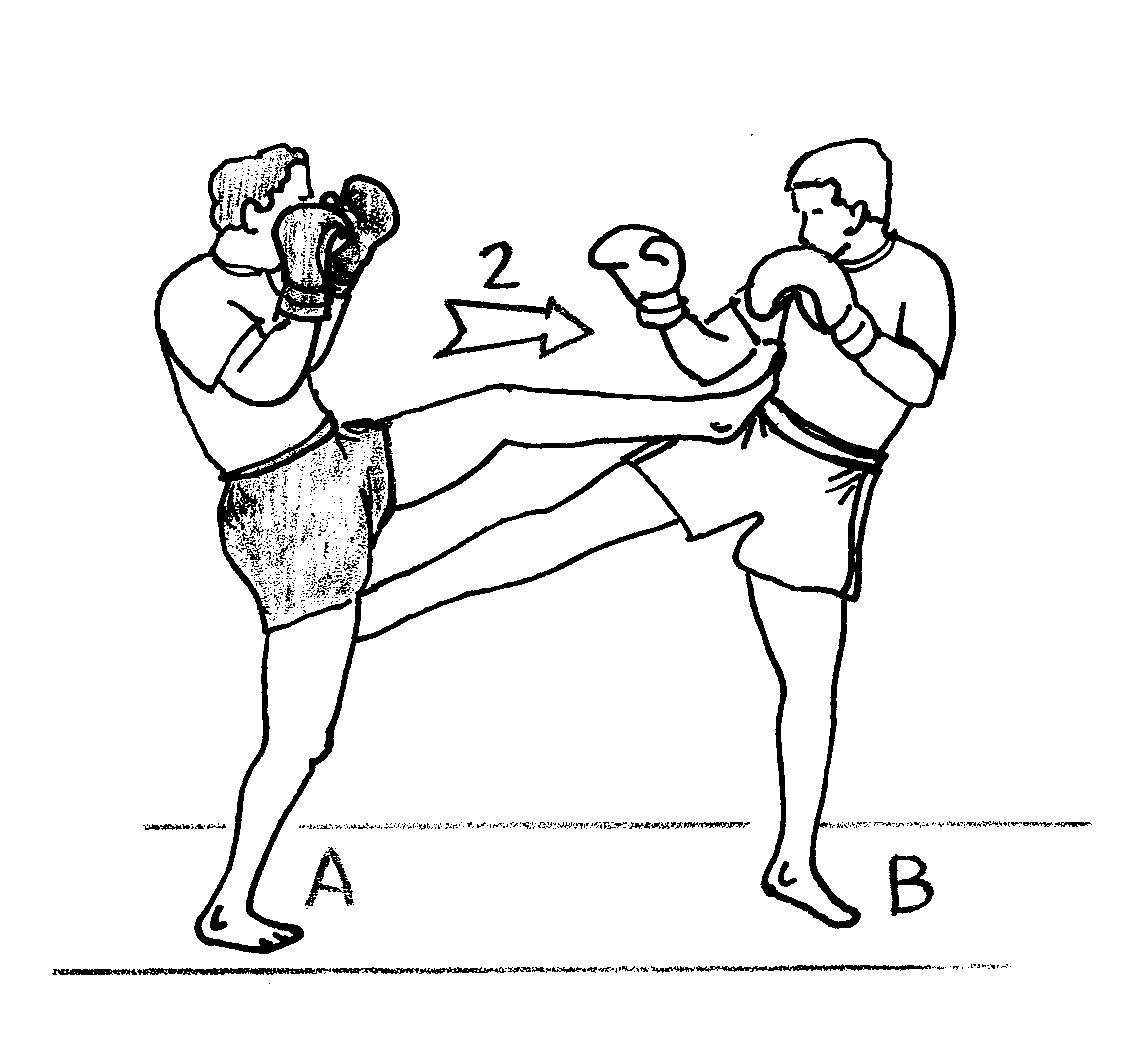
Altro tipo di calcio frontale